# Nanhermannia gladiata
Nanhermannia gladiata är en kvalsterart som beskrevs av P. Balogh 1985. Nanhermannia gladiata ingår i släktet Nanhermannia och familjen Nanhermanniidae. Inga underarter finns listade i Catalogue of Life.